# Gabon az 1972. évi nyári olimpiai játékokon
Gabon az NSZK-beli Münchenben megrendezett 1972. évi nyári olimpiai játékok egyik részt vevő nemzete volt. Az országot az olimpián 1 sportágban 1 sportoló képviselte, aki érmet nem szerzett. Gabon első alkalommal vett részt az olimpiai játékokon.

## Ökölvívás
| Versenyző            | Versenyszám | Selejtező               | 32-es főtábla     | Nyolcaddöntő      | Negyeddöntő       | Elődöntő          | Döntő             | Helyezés |
| Versenyző            | Versenyszám | Ellenfél Eredmény       | Ellenfél Eredmény | Ellenfél Eredmény | Ellenfél Eredmény | Ellenfél Eredmény | Ellenfél Eredmény | Helyezés |
| -------------------- | ----------- | ----------------------- | ----------------- | ----------------- | ----------------- | ----------------- | ----------------- | -------- |
| Joseph Mbouroukounda | Pehelysúly  | Ruedi Vogel (SUI) · 2-3 | kiesett           | kiesett           | kiesett           | kiesett           | kiesett           | 33.      |